# Gesine von Papenburg
Die Gesine von Papenburg ist die Rekonstruktion einer historischen Schmack und ein Werbeträger der Stadt Papenburg.

## Allgemeines
Der Papenburger Stadtrat hatte 1979 beschlossen, mit Nachbauten von traditionellen Segelschiffstypen an das maritime Erbe der Stadt zu erinnern. So sind nach und nach die Brigg Friederike von Papenburg, die Kuff Margaretha von Papenburg, die Tjalk Thekla von Papenburg, die Mutte Anna von Papenburg und der Schoner Catharina von Papenburg in Originalgröße nachgebaut und im Papenburger Hauptkanal verankert worden. Die Gesine von Papenburg ist das einzige fahrbereite Schiff dieser Serie.

## Beschreibung
Der Bauplan der Gesine von Papenburg wurde anhand von Bildern und Schiffsmodellen rekonstruiert. Danach ist das Schiff von 21 Auszubildenden der Meyer Werft als Gesellenstück gebaut und 1985 abgeliefert worden.
Abweichend von den historischen Vorbildern
- ist der Schiffsrumpf jetzt aus Stahl und nicht mehr aus Holz und enthält einen Ballastkiel
- ermöglicht ein Schiffsdieselmotor die sichere Revierfahrt,
- sind anstelle des Laderaums eine Messe mit integrierter Pantry und zwei Gästekabinen eingerichtet worden,
- ist das Großsegel heute gaffelgetakelt

Die Gesine von Papenburg ist regelmäßiger Gast bei maritimen Veranstaltungen und kann außerhalb dieser Zeiten auch gechartert werden. Bei Tagesfahrten ist das Schiff für 22 Passagiere zugelassen und für Übernachtungsgäste stehen zehn Kojen zur Verfügung.